# Криле
Криле (фр. Crulai) насеље је и општина у северној Француској у региону Доња Нормандија, у департману Орн која припада префектури Мортањ о Перш.
По подацима из 2011. године у општини је живело 943 становника, а густина насељености је износила 41,91 становника/km². Општина се простире на површини од 22,5 km². Налази се на средњој надморској висини од 230 метара (максималној 264 m, а минималној 204 m).

## Демографија
| 1962. | 1968. | 1975. | 1982. | 1990. | 1999. | 2011. |
| ----- | ----- | ----- | ----- | ----- | ----- | ----- |
| 655   | 572   | 648   | 705   | 720   | 783   | 943   |

График промене броја становника у току последњих година